# 切羅基縣 (奧克拉荷馬州)
切羅基縣（英語：Cherokee County）是美国奧克拉荷馬州東北部的一個縣，面積2,011平方公里。根據2020年美國人口普查，本縣共有人口47,078人。本縣縣治為塔勒夸（Tahlequah），而塔勒夸同時也是切羅基國的首府。

## 歷史

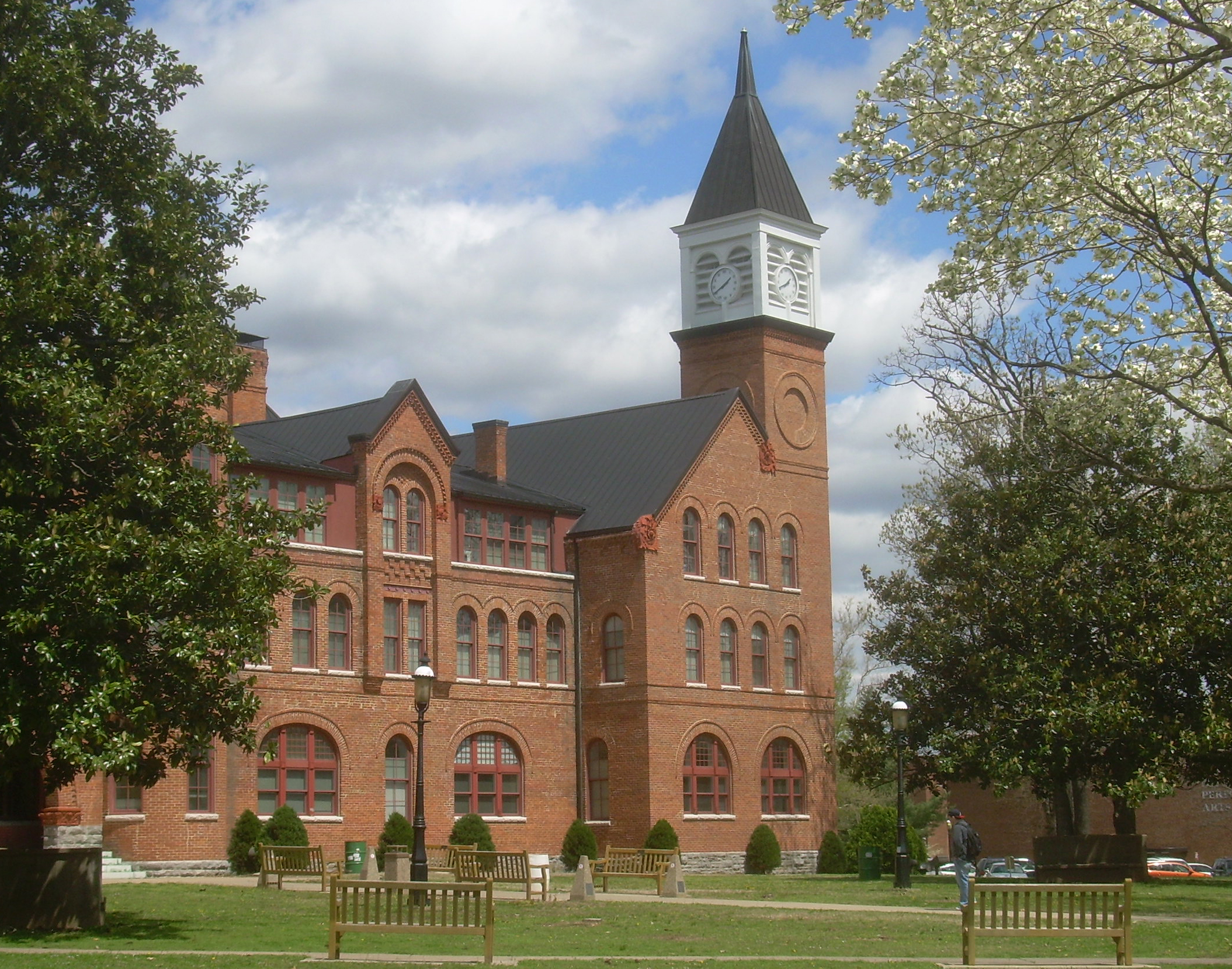
東北州立大學

根據美國地名索引指出，本縣是於1907年成立。可是，《奧克拉荷馬州歷史和文化百科全書》（Encyclopedia of Oklahoma History and Culture）卻指出本縣是於1906年成立的。本縣縣名取自切羅基人。
1830年，美国国会通過《印第安人迁移法案》，迫使大量切羅基人遷往本縣，即「西进运动」。本縣內首次大型遷徙的目的地是帕克希爾。後來，其中一個遷徙目的地塔勒闊成為了本縣縣治。可是，南北战争促使切羅基部落分裂，並導致許多早期的切羅基族建築物被破壞。在1870年代中期，白人開始非法遷入本縣，並於1890年代取代切羅基人成為本縣的主要種族。
1851年，切羅基男學院在塔勒闊正式開設，而切羅基女學院則在帕克希爾開設。後者於1887年被燒毀，並於塔勒闊重建。1910年，一場大火燒毀了男學院。之後，女學院變成了東北州立師範學校，並於現代成為東北州立大學的一部份。另外，東北州立大學也是位於本縣內。
在1901年至1903年期間，歐薩克-切諾基中央鐵路（後來變成了聖路易斯-舊金山鐵路）成為了本縣的首條鐵路。該鐵路在1920年代大大地提升了本縣的農業產品出貨量，但出貨量在大萧条時期中下跌了。隨著農業在本縣式微，所有鐵路服務在1942年被終止了。

## 地理

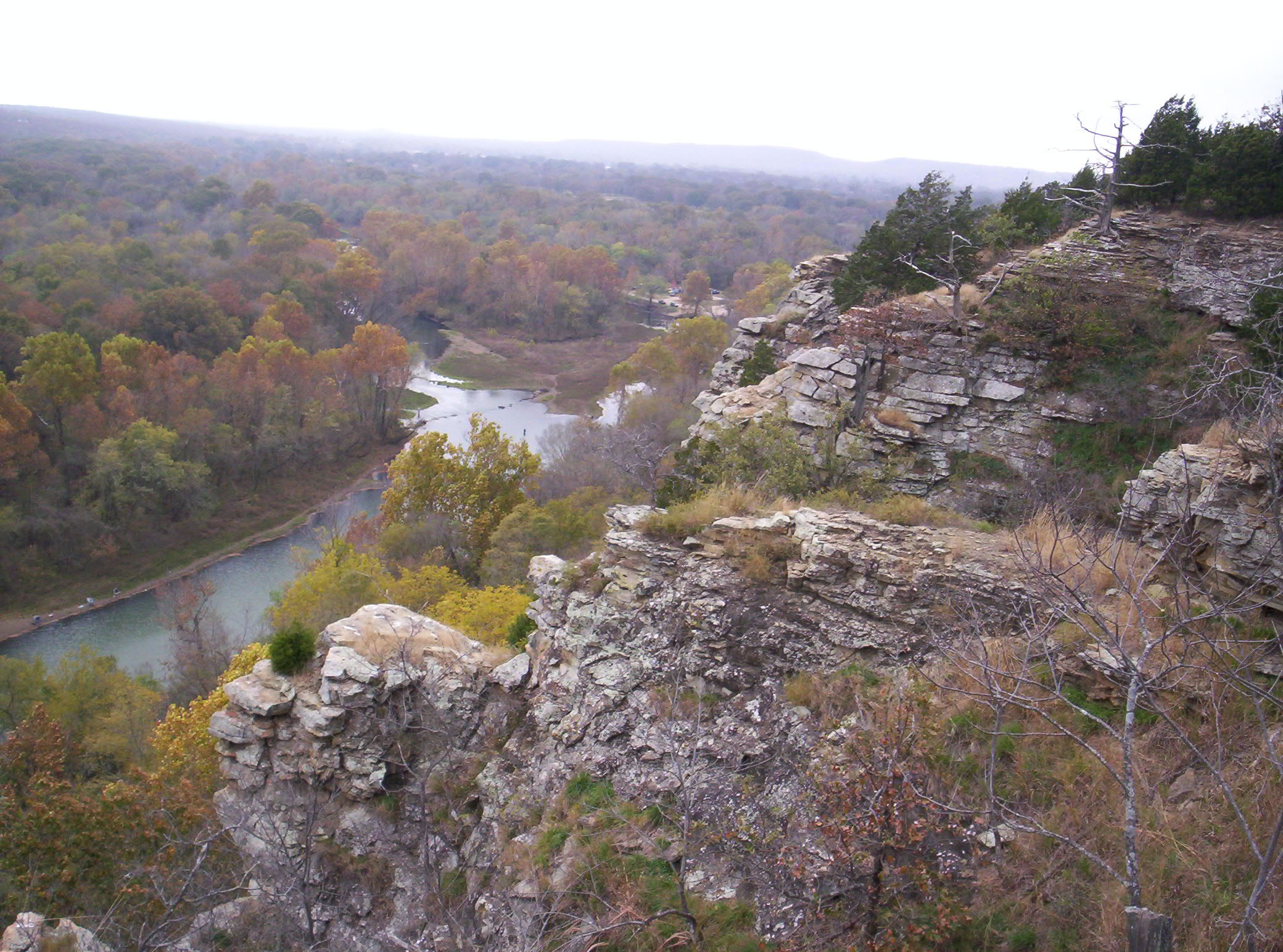
伊利諾河

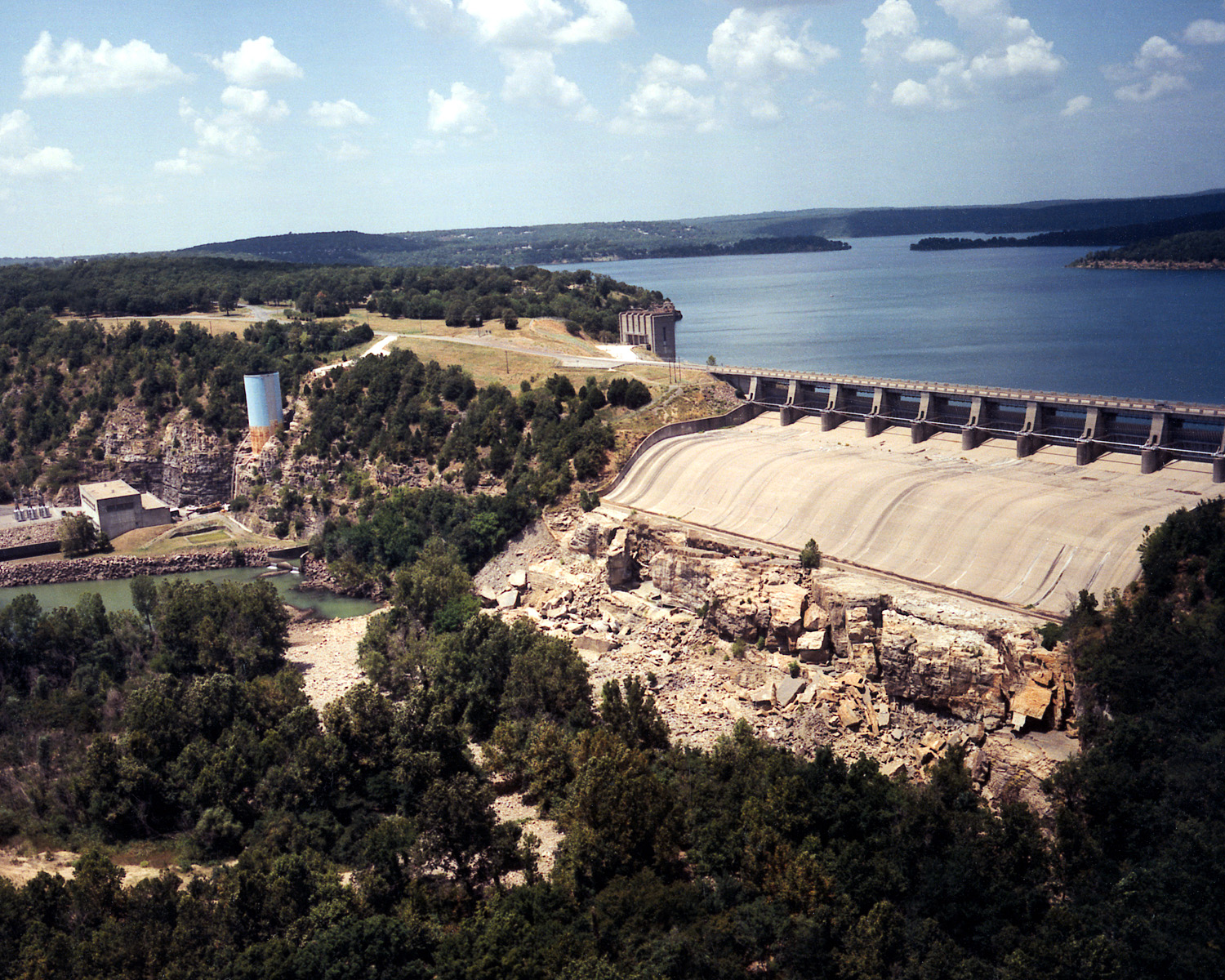
滕基勒费里水库

根據2000年人口普查，切羅基縣的總面積為776平方英里（2,010平方），其中有751平方英里（1,950平方），即96.73%為陸地；25平方英里（65平方），即3.27%為水域。
本縣位於歐扎克高地的山麓地帶。幾乎整個滕基勒費里水庫和部份吉布森堡湖都位於本縣內。本縣的主要河流是伊利諾河，而格蘭德河則形成了本縣的西部邊界。

### 主要公路
- 62号美国国道
- 10號奧克拉荷馬州州道（英语：Oklahoma State Highway 10）
- 51號奧克拉荷馬州州道（英语：Oklahoma State Highway 51）
- 82號奧克拉荷馬州州道（英语：Oklahoma State Highway 82）

### 毗鄰縣
- 特拉華縣：北方
- 亞代爾縣：東方
- 塞闊雅縣：南方
- 馬斯科吉縣：西南方
- 瓦戈納縣：西方
- 梅斯縣：西北方

## 人口
| 调查年                                | 人口   | 备注 | %±     |
| ------------------------------------- | ------ | ---- | ------ |
| 1910                                  | 16,778 |      | —      |
| 1920                                  | 19,872 |      | 18.4%  |
| 1930                                  | 17,470 |      | −12.1% |
| 1940                                  | 21,030 |      | 20.4%  |
| 1950                                  | 18,989 |      | −9.7%  |
| 1960                                  | 17,762 |      | −6.5%  |
| 1970                                  | 23,174 |      | 30.5%  |
| 1980                                  | 30,684 |      | 32.4%  |
| 1990                                  | 34,049 |      | 11.0%  |
| 2000                                  | 42,521 |      | 24.9%  |
| 2010                                  | 46,987 |      | 10.5%  |
| 2012年估计                            | 48,150 |      | 2.5%   |
| 美國十年一度的人口普查 2012年人口估計 |        |      |        |

切羅基縣的人口金字塔

根據2000年人口普查，切羅基縣擁有42,521居民、16,175住戶和11,079家庭。其人口密度為每平方英里57居民（每平方公里23居民）。本縣擁有19,499間房屋单位，其密度為每平方英里26間（每平方公里10間）。而人口是由56.41%白人、1.2%非裔、32.42%原住民、0.27%亞裔、0.04%太平洋岛民、2.1%其他種族和7.56%混血构成。而西裔或拉美裔佔了人口4.14%。92.7%人口的母語為英语、3.8%為西班牙语、以及2.7%為切羅基語。
在16,175住户中，有32.7%擁有一個或以上的兒童（18歲以下）、52.5%為夫妻、11.9%為單親家庭、31.5%為非家庭、25.3%為獨居、9%住戶有同居長者。平均每戶有2.52人，而平均每個家庭則有3.04人。在42,521居民中，有26.3%為18歲以下、14.6%為18至24歲、25.7%為25至44歲、21.5%為45至64歲以及12%為65歲以上。人口的年齡中位數為32歲，女子對男子的性別比為100：96.3。成年人的性別比則為100：92.1。
本縣的住戶收入中位數為$26,536，而家庭收入中位數則為$32,369。男性的收入中位數為$25,993，而女性的收入中位數則為$21,048，人均收入為$13,436。約17%家庭和22.9%人口在貧窮線以下，包括28.4%兒童（18歲以下）及13.8%長者（65歲以上）。

## 外部連結
- Encyclopedia of Oklahoma History and Culture - Cherokee County
- Oklahoma Digital Maps: Digital Collections of Oklahoma and Indian Territory